# Routemaster
Le Routemaster est un bus à impériale développé par Associated Equipment Company (AEC) et Park Royal Vehicles (PRV) en 1954 et fabriqué de 1958 à 1968. Ces bus disposent généralement d'un moteur à l'avant et d'un accès ouvert à l'arrière ; un faible nombre a été produit avec des portes et/ou un accès par l'avant. Apparu sur le réseau de transport en commun londonien en 1956, le Routemaster fut utilisé sans discontinuer jusqu'en 2005. Il subsiste aujourd'hui sur une ligne historique (15) desservant le centre de Londres.

## Histoire
Il a été développé par AEC et PRV en commun avec les transports londoniens, clients quasi uniques des Routemaster, à l'exception de quelques exemplaires fournis à la compagnie aérienne British European Airways et à Northern General Transport Company. 2876 Routemaster ont été fabriqués, dont environ 1000 subsistent.
De conception novatrice, le Routemaster a survécu à nombre de ses remplaçants, a surmonté la privatisation des anciens opérateurs de bus londoniens et a été utilisé par d'autres opérateurs au Royaume-Uni. Au sein des réseaux modernes de transport par bus britanniques, la conception ancienne du Routemaster commun a été à la fois louée et critiquée. L'accès ouvert, bien que soumis aux aléas climatiques, permettait de monter et descendre même à distance des arrêts de bus. Par ailleurs, la présence d'un contrôleur permettait un faible temps d'immobilisation aux arrêts pour la montée des passagers ainsi qu'une meilleure sécurité, mais avec des coûts de personnels plus élevés.
Le Routemaster est devenu un des symboles de Londres les plus appréciés, comme en témoignent les nombreuses photographies rapportées par les touristes et les nombreux exemplaires répartis dans le monde entier. Malgré son succès, ses nombreux remplaçants plus récents sont souvent confondus avec le Routemaster par le public et les médias.
Malgré le retrait de la version originale, le Routemaster reste un symbole de Londres. À la fin des années 2000, le développement du New Routemaster a débuté, aux standards contemporains, entré en service en février 2012.